# Aafje Heynis
Aafje Heynis (Krommenie, 2 mei 1924 – Huizen, 16 december 2015) was een Nederlandse altzangeres.

## Loopbaan
Heynis zong al op jonge leeftijd in een kinderkoor. Een dirigent van een zangvereniging in Krommenie beval haar op haar zeventiende aan bij zangpedagoge Jo Immink in Amsterdam. Ze kreeg van 1946 tot 1949 professioneel zangles van Aaltje Noordewier-Reddingius en Bodi Rapp. Ze werd een gevierd concertzangeres, mede dankzij de steun van de sopraan Jo Vincent, de koordirigent Anthon van der Horst en de bas Laurens Bogtman, die al vroeg haar uitzonderlijke talent inzagen. Een uitvoering van Brahms' Altrhapsodie met het Concertgebouworkest onder leiding van Eduard van Beinum bezorgde haar lovende kritieken. Haar stemgeluid werd wel vergeleken met dat van de beroemde Britse alt Kathleen Ferrier, maar beide zangeressen hadden toch een eigen stijl.
Vanaf midden jaren vijftig trad Heynis op in binnen- en buitenland. Ze stond bekend als uitstekend vertolker van Brahms, Bach, Händel, Mendelssohn, Beethoven en Mahler. Heynis werkte met beroemde dirigenten, onder wie Van Beinum, Bernard Haitink, Otto Klemperer, Charles Münch en Wolfgang Sawallisch en nam vele albums op. Ook gaf ze zangles. Hoewel ze enigszins het imago had van een christelijke oratoriumzangeres (ze excelleerde in de Matthäus-Passion), waren haar repertoire en mogelijkheden veel groter. Operarollen heeft ze nooit gezongen.
Haar laatste optreden gaf ze op 19 december 1983, waarna ze abrupt besloot te stoppen. De directe aanleiding was ziekte van haar echtgenoot, maar eerder had ze verklaard: "Ik stop met zingen als ik nog op het topje van de berg sta. Bij de afdaling zal geen publiek aanwezig zijn". Daarmee maakte ze dezelfde keuze als eerder Jo Vincent, die eveneens gestopt was op het hoogtepunt van haar carrière. Als zangpedagoge heeft Aafje Heynis daarna nog veel leerlingen (onder wie Charlotte Margiono) opgeleid. Zij geldt als een van de grootste Nederlandse zangeressen. Haar oude opnamen uit de jaren 1950 en de jaren 1960 werden met groot succes opnieuw uitgebracht op cd.

## Privéleven
Aafje Heynis was van huis uit Nederlands-Hervormd. Ze droeg – vanwege haar vermeende keuze voor vooral geestelijk repertoire – het stempel van 'evangelisatie-zangeres'. Zelf zei ze daarover dat ze dat stempel vooral had gekregen doordat ze veel oratoria zong. "Maar ik had nooit over God kunnen zingen als ik niet echt gelovig was geweest. Ik wilde van Hem zingen en beleed zo mijn geloof". Op latere leeftijd bekeerde Heynis zich tot de Rooms-Katholieke Kerk.
Zij was gehuwd met de advocaat Hendrik Jacob Pieter Dolk (1921–1985) die uit een eerder huwelijk twee zonen had. Aafje Heynis overleed in 2015 op 91-jarige leeftijd in een zorgcentrum in Huizen.

## Discografie
- Bach, Händel: Gewijde aria's, met Pierre Palla, Walther Schneiderhan, Nikolaus Hübner, Meindert Boekel, Wiener Symphoniker, Amsterdams Kamerorkest, Pro Musica Koor o.l.v. Hans Gillesberger, Marinus Voorberg en Lex Karsemeijer.
- Bach: Cantates BWV 170 & 169, gewijde liederen, met Albert de Klerk, Simon C. Jansen, Nederlands Kamerorkest, Koor van de Nederlandse Bachvereniging o.l.v. Szymon Goldberg.
- Brahms: Koorwerken en ouvertures, met Wiener Singverein, Wiener Symphoniker o.l.v. Wolfgang Sawallisch.
- Brahms: Altrhapsodie, met Concertgebouworkest, Koninklijke Mannenzangvereniging Apollo o.l.v. Eduard van Beinum (1958).
- Brahms: Vier ernste Gesänge, met Johan van den Boogert, piano (1958).
- Mahler: Symfonie nr. 2, met Elly Ameling, Concertgebouworkest, Groot Omroepkoor o.l.v. Bernard Haitink (1968).
- Ritter: O amantissime sponse Jesu, met Nederlands Kamerorkest o.l.v. Albert de Klerk (1959).
- Schubert: Rosamunde, met Concertgebouworkest o.l.v. Bernard Haitink.
- Vivaldi: De vijf composities over het lijden van Christus en Inleiding tot het Miserere, met I Solisti Di Milano, o.l.v. Angelo Ephrikian (1966).

Compilaties en heruitgaven
- Dank Sei Dir Herr, met aria's van onder anderen Bach en Händel (2003)
- Les rarissimes de Aafje Heynis, met werken van Gluck, Haydn, Dvořák, Franck, Caplet, Brahms, Schubert, R. Strauss, Wolf, Mahler (EMI, 2005)
- Erbarme dich, complete Philips-opnamen, 6 cd's (2008).